# 1751

## Родени
- 20 януари – Фердинанд I Пармски, херцог на Парма
- 6 октомври – Фредерика-Луиза фон Хесен-Дармщат, кралица на Прусия
- 30 октомври – Ричард Шеридан, ирландски драматург и политик
- 15 декември – Франц Шюц, немски художник

## Починали
- 17 януари – Томазо Албинони, италиански бароков композитор
- 30 август – Кристофер Полхем, шведски учен и изобретател